# Juan Antonio Cabezas
Juan Antonio Cabezas Canteli (Peruyes, Margolles, Cangas de Onís, 16 de marzo de 1900 - Madrid, 10 de diciembre de 1993) fue un escritor y periodista español. 
Sus primeros trabajos se centran en el diario asturiano El Carbayón desde 1927 a 1932. Posteriormente fue redactor del diario socialista Avance en el periodo de Guerra Civil (1936 y 1937). Colaboró en El Sol y en España de Tánger, fue miembro de la redacción de ABC y corresponsal de la "America Literary Agency", de Nueva York.

## Biografía
Nacido en una familia campesina asturiana, en la aldea de Peruyes, dentro de la parroquia de Margolles, concejo de Cangas de Onís, Juan Antonio emigró a Cuba con diecisiete años, pasando en aquella isla un lustro, trabajando en el negocio de unos familiares. A su regreso a España se colocó como simple redactor en un periódico de Oviedo, El Carbayón, llegando dos años después al puesto de director.
Durante la guerra civil española, una vez tomada la ciudad de Gijón, fue detenido por su condición de redactor jefe del diario socialista asturiano Avance y llevado como prisionero al campo de concentración de Cedeira (La Coruña). Fue juzgado un año después en consejo de guerra en Camposancos (Pontevedra) y sentenciado a muerte, condena cuya ejecución se fue aplazando (al parecer gracias a gestiones de amigos suyos jesuitas, también periodistas). En 1944, caído en desgracia el principal inductor de su condena, el general Aranda, Cabezas fue amnistiado, al no haberle sido imputados delitos de sangre.
Se reintegró al trabajo periodístico como redactor de España de Tánger y, desde 1966 hasta 1990, del diario ABC, donde llegó a dirigir la sección "Madrid al día".
Perteneció a la Sociedad Cervantina de Madrid desde su fundación en 1953 por Luis Astrana Marín, de la que fue presidente desde 1980 hasta su muerte en 1993.

## Obra

### Biografías
- Clarín, el provinciano universal, Madrid, 1936.
- Concepción Arenal, o el sentido romántico de la justicia, Madrid, 1942;
- Rubén Darío, un poeta y una vida, Madrid, 1944 (premio «Fastenrath» 1945, de la Real Academia Española);
- Madrid. Biografía de una ciudad, Barcelona, 1954 (premio «Madrid» 1955, del Ayuntamiento de Madrid);
- Asturias. Biografía de una región, Madrid, 1956;
- Lope de Vega, su vida, sus obras, su época, Madrid, 1962;
- Miguel de Cervantes, autor del Quijote, Plasencia, 1962;
- Diccionario de Madrid, Madrid, 1968 (Premio «Madrid» 1969, del Ayuntamiento de Madrid);
- Asturias, catorce meses de Guerra Civil, Madrid, Edic. G. del Toro, 1975;
- Jovellanos, Madrid, 1985;
- Cervantes en Madrid, Madrid, 1991.

### Narrativa (novela)
- Señorita 03, Madrid, 1932.
- Héroe de paz, 1946;
- La ilusión humana, 1949;
- Dos corazones con ruedas, 1953;
- La montaña rebelde, Madrid, 1960 (Premio «Gabriel Miró» 1959, del Ayuntamiento de Alicante);
- La máscara del alma, Madrid, 1961 (Premio «Pedro Antonio Alarcón» 1961, Madrid);
- La casa sin cimientos, Madrid, 1963;
- Ñandú, Oviedo, 1990 (Premio del Instituto de Cultura Hispánica, 1953).

### Ensayo y divulgación
- Nazismo contra cristianismo, Madrid, 1946, 2 t. (escrita en colaboración con J. M. Vega, J. A. Kopfe y M. de Juan);
- Obras selectas de Clarín, recopilación y prólogo, Madrid, 1947;
- El fin del mundo, Madrid, 1950;
- Madrid, Madrid, Madrid (crónicas), 1955;
- Israel, de la Biblia al tractor, Madrid, 1961;
- Madrid, escenarios y personajes, Madrid, 1968 (Premio «Castillo de Chirel» 1968, de la Real Academia Española);
- Morir en Oviedo (crónicas), 1984;
- Madrid y sus judíos (crónicas), Madrid, 1987.

### Cine
También escribió algunos guiones cinematográficos entre 1947 y 1958 como El sol sale todos los días y «La Sombra Iluminada», en colaboración con Vega Pico. En 1962 dirigió, con guion propio, el documental «Así es Asturias» que contiene la única filmación conservada de la osa Petra.